# Axel Nilsson (museiman)
Axel Rudolf Nilsson, född 11 augusti 1872 i Källstorps församling, Malmöhus län, död 21 februari 1924 i Göteborg, var en svensk museiman och kulturhistoriker. Han var son till godsförvaltaren Nils Peter Nilsson och Charlotte Nilsson, född Richter; gift 11 oktober 1906 i Stockholm med Berta Cavallin (1875-1938), dotter till kyrkoherde Samuel Gustaf Cavallin. Deras son Göran Axel-Nilsson gick i faderns fotspår och blev 1945 museichef vid Röhsska konstslöjdmuseet i Göteborg. Likaså dennes äldste son, Christian Axel-Nilsson (1934-2012), som blev museichef på Röhsska 1986.
Efter studentexamen och filosofie kandidatexamen i Lund arbetade Axel Nilsson som amanuens hos Georg J:son Karlin på Kulturen i Lund. 1898 restaurerade han Lunds universitets konstsamling. Han ordnade och katalogiserade därefter Hallands museums samlingar. År 1900 blev han amanuens och senare intendent på det 1891 nyöppnade Skansen och på Nordiska museet. Parallellt med museiarbetet var han 1904-1912 lärare i byggnadskonst på tekniska högskolan i Stockholm. År 1909 kallades Axel Nilsson till uppdraget att koordinera tillkomsten av Röhsska konstslöjdmuseet i Göteborg, vars förste intendent han blev vid museets öppnande 1916. 
Axel Nilssons museala insatser omfattade ett brett fält inom ämnena textil, bokkonst, museiteknik, keramik, byggnadsrenovering, kyrklig konst med mera. Han var även aktiv som folklivsforskare, fotograf, arkeolog, ingenjör, arkitekt och målare. Han samarbetade med flertalet av 1900-talets ledande personer inom museivärlden som Harry Fett, Hans Aall, John Böttiger, Bernhard Salin, Artur Hazelius och dennes son Gunnar Hazelius, Rudolf Cederström, Oscar Montelius, Sigurd Wallin och Sigurd Curman. År 1916 blev han filosofie hedersdoktor vid Göteborgs högskola.
Nilsson tillhörde i Göteborg det så kallade Lördagslaget, som samlades om lördagarna bland annat för att dryfta politiska frågor. Sällskapet räknade även bland andra Henrik Almstrand, Leonard Jägerskiöld, Ernst Hagelin, Otto Sylwan, Ludvig Stavenow, Axel Romdahl, Evald Lidén, Otto Lagercrantz, Erik Björkman, Erland Nordenskiöld, Gösta Göthlin, Albert Lilienberg och Peter Lamberg.
Nilsson var som ung även verksam som landskapsmålare och målade även kartongförlagor till Gobelänger. Senare formgav han möbler åt sina vänner, möbler av Axel Nilsson finns idag på Nordiska museet. Han var en av stiftarna av konstnärsföreningen Lukasgillet i Lund 1898 samt 1905 en av initiativtagarna till Michaelisgillet. Han ingick i kommittén för Jubileumsutställningen i Göteborg 1923.